# اللغة النابولية
اللغة النابولية (بالإيطالية: Napoletano)‏ هي لغة مدينة ومنطقة نابولي وكامبانيا. أقر قانون يوم 14 أكتوبر 2008 في منطقة كامبانيا يذكر ضرورة حماية اللغة النابولية.